# Lännäs socken
Lännäs socken i Närke ingick i Askers härad, ingår sedan 1971 i Örebro kommun i Örebro län och motsvarar från 2016 Lännäs distrikt.
Socknens areal är 102,34 kvadratkilometer, varav 100,71 land. År 2000 fanns här 1 038 invånare. Tätorten Hampetorp, gården Segersjö samt kyrkbyn Lännäs med Lännäs kyrka ligger i socknen.

## Administrativ historik
Lännäs socken har medeltida ursprung. 
Vid kommunreformen 1862 övergick socknens ansvar för de kyrkliga frågorna till Lännäs församling och för de borgerliga frågorna till Lännäs landskommun. Landskommunen inkorporerades 1952 i Askers landskommun som 1971 uppgick i Örebro kommun.
1 januari 2016 inrättades distriktet Lännäs, med samma omfattning som församlingen hade 1999/2000.  
Socknen har tillhört fögderier, tingslag och domsagor enligt vad som beskrivs i artikeln Närke. De indelta soldaterna tillhörde Närkes regemente, Livkompaniet och Livregementets husarkår, Östernärke skvadron.

## Geografi
Lännäs socken ligger närmast söder om Hjälmaren kring Kvismare kanal. Till socknen hör också Hjälmarens största ö, Vinön.  Socknen är i nordväst en slättbygd och är där en del av Närkeslätten och i övrigt en skogsbygd.
Riksväg 52 korsar socknen i öst-västlig riktning längs Hjälmarens strand. Helt i söder passerar Västra stambanan genom socknen på en sträcka av cirka 4 km.Socknen har i nordvästra delen odlad slättbygd.  Ön Fåran (Inre och Yttre Fåran) bildar naturreservat. 

### Geografisk avgränsning
Lännäs socken avgränsas i nordväst av Stora Mellösa socken. Cirka 2 kilometer norr om Vinön, i en punkt ute i Hjälmaren, möts Lännäs socken och Götlunda socken. Vattengränsen mellan de två är cirka 4 kilometer lång och går halvvägs mellan Vinön och Valen i Götlunda. Strax sydost om Valen ligger "tresockenmötet" Lännäs-Götlunda-Arbogabygden. Lännäs gränsar på en sträcka av 4 kilometer helt i vattnet mot Götlunda socken. 
På Tjugholmen, cirka 1 km rakt österut från Vinöns östra udde (Stora holmen), ligger "tresockenmötet" Lännäs-Götlunda-Julita. Gränsen mellan Lännäs och Julita socken (Katrineholms kommun, Södermanlands län) går på en sträcka av cirka 1,5 km sydvart mellan Tjugholmen och holmen Funnaren. På Funnaren ligger ett "fyrsockenmöte" Lännäs-Julita-Österåker-Västra Vingåker. Härifrån går gränsen mellan Lännäs och Västra Vingåkers socken söderut cirka 5 km över öppet vatten och når fastlandet vid Hjälmarslund längs Riksväg 52. Lännäs socken avgränsas härefter i sydost av Västra Vingåkers socken (Vingåkers kommun, Södermanland).
I trakten av torpet Herrefallet, cirka 3 km nordväst om Högsjö i Västra Vingåker, ligger "tresockenmötet" Lännäs-Västra Vingåker-Asker. Härifrån gränsar församlingen i sydväst och väster mot Askers socken fram till Täljeån på en punkt cirka 2 km nordväst om Lännäs kyrka. Där ligger "tresockenmötet" Lännäs-Asker-Stora Mellösa.

## Fornlämningar
Från bronsåldern finns några enstaka gravar, men de flesta gravarna ligger inom tio gravfält från järnåldern. Två gravfält finns på Vinön. Vid Segersjö finns en storhög (Habors röse). Inom socknen finns fossil åkermark samt stora områden med röjningsrösen
Vid utgrävningar sommaren 2008 inför bygget av ett nytt församlingshem, hittade arkeologer först skelett från vikingatiden och senare stolphål efter en stavkyrka, omgiven av gravar i prydliga rader, cirka 100 meter från den nuvarande stenkyrkan, som är från 1100-talet. Stavkyrkan tros vara från 1000-talet.

## Namnet
Namnet (1314 Lennäs) kommer från kyrkbyn. Efterleden näs syftar på den höjd där kyrkan ligger som tidigare varit ett näs i Hjälmaren. Förleden kan vara lända, 'landa, lägga till' och syfta på en tidig landningsplats.

## Befolkningsutveckling
| Befolkningsutvecklingen i Lännäs socken 1780–1990                                                       | Befolkningsutvecklingen i Lännäs socken 1780–1990 | Befolkningsutvecklingen i Lännäs socken 1780–1990 | Befolkningsutvecklingen i Lännäs socken 1780–1990 | Befolkningsutvecklingen i Lännäs socken 1780–1990 |
| --- | ------------------------------------------------- | ------------------------------------------------- | ------------------------------------------------- | ------------------------------------------------- |
| |                                                   |                                                   |                                                   |                                                   |
| År |                                                   |                                                   | Folkmängd                                         |                                                   |
| 1780 | 1780                                              |                                                   | 1 165                                             |                                                   |
| 1790 | 1790                                              |                                                   | 1 305                                             |                                                   |
| 1810 | 1810                                              |                                                   | 1 447                                             |                                                   |
| 1820 | 1820                                              |                                                   | 1 605                                             |                                                   |
| 1830 | 1830                                              |                                                   | 1 812                                             |                                                   |
| 1840 | 1840                                              |                                                   | 1 898                                             |                                                   |
| 1850 | 1850                                              |                                                   | 2 136                                             |                                                   |
| 1860 | 1860                                              |                                                   | 2 268                                             |                                                   |
| 1870 | 1870                                              |                                                   | 2 348                                             |                                                   |
| 1880 | 1880                                              |                                                   | 2 330                                             |                                                   |
| 1890 | 1890                                              |                                                   | 2 294                                             |                                                   |
| 1900 | 1900                                              |                                                   | 2 315                                             |                                                   |
| 1910 | 1910                                              |                                                   | 2 177                                             |                                                   |
| 1920 | 1920                                              |                                                   | 2 132                                             |                                                   |
| 1930 | 1930                                              |                                                   | 1 936                                             |                                                   |
| 1940 | 1940                                              |                                                   | 1 655                                             |                                                   |
| 1950 | 1950                                              |                                                   | 1 490                                             |                                                   |
| 1960 | 1960                                              |                                                   | 1 240                                             |                                                   |
| 1970 | 1970                                              |                                                   | 938                                               |                                                   |
| 1980 | 1980                                              |                                                   | 976                                               |                                                   |
| 1990 | 1990                                              |                                                   | 1 057                                             |                                                   |
| Anm: Källor: Umeå universitet - Tabellverket 1749-1859, Demografiska databasen, CEDAR, Umeå universitet |                                                   |                                                   |                                                   |                                                   |